# Усть-Есь
Усть-Есь (хак. Ис пилтірі) — село в Аскизском районе Хакасии, находится в 40 км от райцентра — с. Аскиз.
Расположено в устье рек Есь и Таштып, в предгорьях гор Пис Таг (пять гор) и Торт-Аба (четыре медведя), на железной дороге Аскиз — Абаза и рядом с автомобильной трассой Абакан — Ак-Довурак.
Код станции «Усть-Есь» — ЕСР 887302.
Число хозяйств — 330, население — 1088 чел. (01.01.2004), в том числе хакасы (65 %), русские (33 %), немцы.
Село образовано в 1673 году. Наиболее распространённые в селе фамилии: Топоевы, Карамчаковы, Чудогашевы, Сагатаевы, Топаковы. 
В 1933 году были образованы колхозы «Путь к социализму» и «Хызыл Агбан». 
В 1960—1970-х гг. на территории села находились маслосырзавод, птичник, свиноферма, молочно-товарная ферма.
В селе имеются средняя общеобразовательная школа, дом культуры, фельдшерско-акушерский пункт, детский сад.

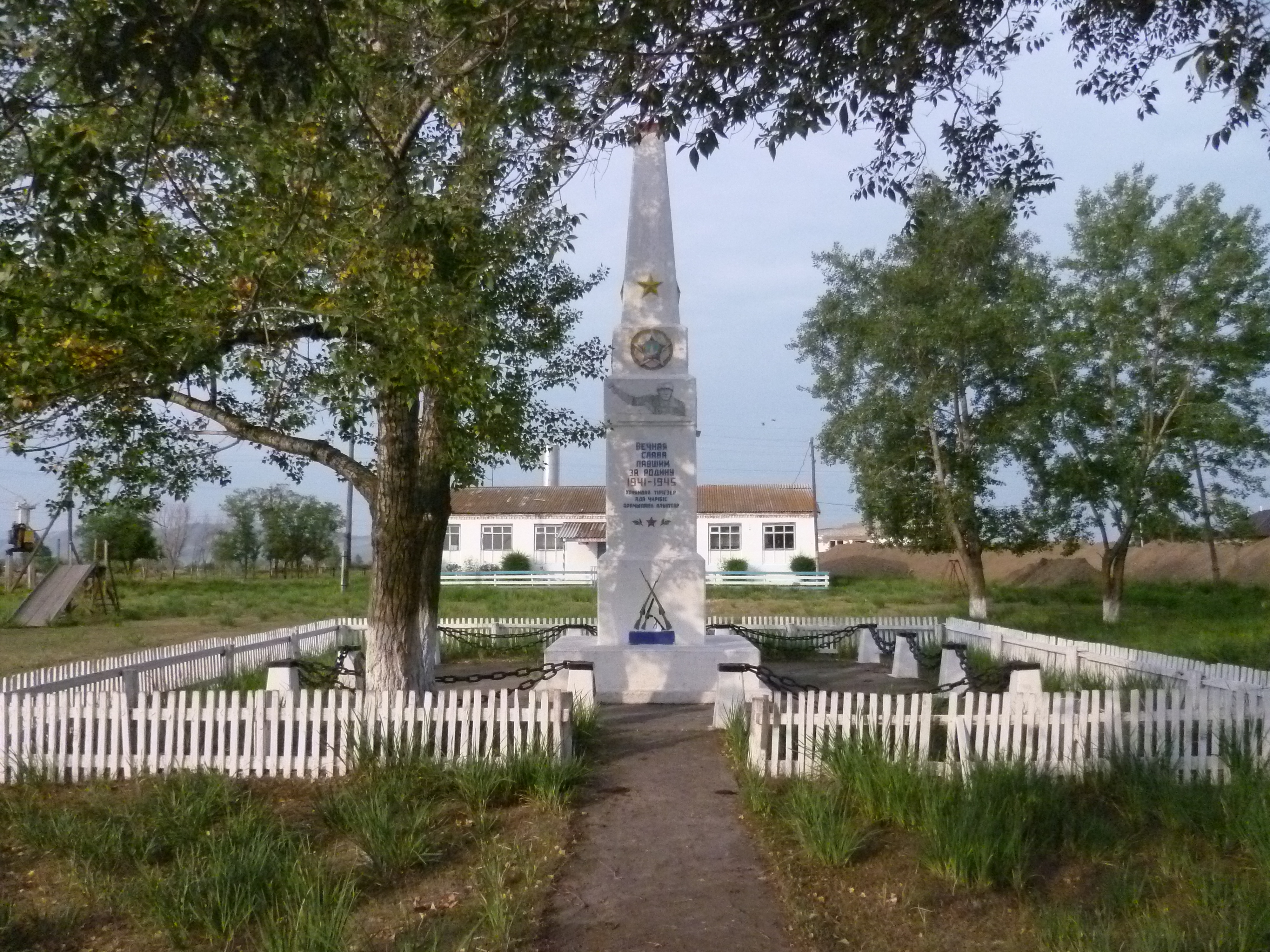
Памятник Победы

## Население
| 2002 | 2010 |
| ---- | ---- |
| 1083 | ↘969 |

## Известные жители
- Орешков, Анатолий Георгиевич (1922—2000) — председатель Хакасского облисполкома.
- Побызаков, Михаил Степанович (1918—2014) — полный кавалер Ордена Славы.